# 钻凤螺
钻凤螺（学名：Strombus terebellatus），是中腹足目凤凰螺科凤凰螺属的一种。主要分布于印度尼西亚、中国大陆，常栖息在浅海。